# 樋口智一
樋口 智一（ひぐち ともかず、1974年11月9日 - ）は三重県四日市市出身の企業経営者。ヤマダイ食品株式会社 会長兼社長。株式会社モカフードジャパン 会長、株式会社茨城もぎたてファクトリー 代表取締役会長兼CEO、株式会社茨城ハッピー食品 代表、HOT FOOD（Thailand） Directorでもある。また一般財団法人モカ育志奨学基金を設立後、理事長に就任し高校生の支援を行っている。
毎年初の中日新聞朝刊、日本経済新聞中部版朝刊、日経産業新聞に、年頭所感を掲出している。

## 所属団体
- 経済同友会
  - 財政税制委員会(委員)
  - 地球環境・エネルギー委員会(委員)
  - 農業改革委員会（委員）
  - 科学・イノベーション委員会（委員）
- 日本フードコーディネーター協会(会員)
- 日本ベジタブル&フルーツマイスター協会(会員)
  - ベジタブル&フルーツマイスター
- 日本フードサービス学会(学会員)
- 江口泰広ゼミナール(名誉ゼミ生)

## 略歴
- 1974年 三重県生まれ
- 1993年 三重県立四日市高等学校卒業
- 1997年 学習院大学経済学部卒業（根橋敏雄ゼミナール）

## 趣味
- 将棋（日本将棋連盟三段）
- 食べ歩き
- 旅行
- 読書
- カメラ
- スポーツ